# Juda Lejb Prossnitz
Juda Lejb ben Jakob Holleschau Prossnitz (1670, Uherský Brod – 1730, Maďarsko) byl moravský židovský mystik, kazatel a sabatiánský prorok.
Pocházel z Uherského Brodu. Po svém sňatku se usadil v Prostějově. Neměl žádné vzdělání a živil se obchodem v sousedních obcích. V roce 1696 se začal zajímat o spiritualitu. Studoval Mišnu, Zohar. Ve víře, že byl navštíven dušemi zesnulých tvrdil, že studoval kabalu s Šabtajem Cvi a Izákem Luria. Jeho náboženské zaměření bylo ovlivněno moravským sabatiánským hnutím. Roku 1696 se pravděpodobně setkal s šiřitelem sabatiánských myšlenek Zevi Hirschem, který nějaký čas pobýval v Prostějově. Juda Lejb Prossnitz nejprve v této filosofii vyučil svou nejbližší rodinu. Poté začal veřejně kázat a žít přísně asketickým životem. Proslul pod jménem Lejbele Prossnitz. Získal si mnoho přívrženců, jeho nejdůležitější oporou byl Meir Eisenstadt, prostějovský rabín. Ve stejnou dobu vzbudil také mnoho nepřátel z řad kritiků a to zejména proto, že nebyl vzdělaným mystikem. V letech 1703 -1705 cestoval po Moravě a Slezsku a prorokoval návrat Šabtaje Cvi, což způsobilo značný neklid v židovských komunitách. Jeho hlásání vedlo k roztržkám v Hlohově a Vratislavi, kde mu rabíni vyhrožovali exkomunikací.
Prossnitz se vrátil do Prostějova, shromáždil kolem sebe 10 následovníků se kterými studoval a praktikoval umrtvování. Byl obviněn z čarodějnictví, údajně měl obětovat kuře nečistým silám. Rabín Eisenstadt ho přestal podporovat a Prossnitz byl rabínským soudem odsouzen ke třem letem vyhnanství, každopádně za pár měsíců se opět vrátil. Stal se vůdcem tajné sabatiánské skupiny v Prostějově, vyučoval děti a udržoval kontakty s dalšími sabatiány. Je možné, že několik let s ním tajně studoval i Jonathan Eybeshutz, rabín, jehož nauka měla blízko k radikálnímu křídlu sabatianismu. V roce 1723 se Juda Lejb Prossnitz veřejně prohlásil za mesiáše, syna Josefova. Následovalo jej několik moravských, vídeňských i pražských židů. V létě 1725 byl v Mikulově exkomunikován a uchýlil se k tuláckému životu. Přišel do Frankfurtu nad Mohanem, ale nebylo mu dovoleno vstoupit do židovského města. Svá poslední léta údajně strávil v Maďarsku. I po jeho smrti zůstaly v Prostějově sabatiánské skupiny po celé 18. století.